# Thelypteris longifolia
Thelypteris longifolia là một loài thực vật có mạch trong họ Thelypteridaceae. Loài này được (Desv.) R.M. Tryon miêu tả khoa học đầu tiên năm 1967.